# Då staden har vaknat
Då staden har vaknat är Irma Schultz debutalbum, utgivet 1989.

## Låtförteckning
1. Vem är du? – 4:10
2. Tillbaks till mig – 4:11
3. Genom natten – 3:33
4. När du ändå tänker gå – 4:12
5. Hjälp mig hem – 2:57
6. När dagen vänder – 4:14
7. Vår bar – 5:07
8. Långt härifrån – 4:05
9. För varje steg – 3:37
10. Den jag väntat på – 4:34

## Listplaceringar
| Lista (1989) | Topplacering |
| ------------ | ------------ |
| Sverige      | 45           |